# Драгановець (Болгарія)
Драга́новець (болг. Драгановец) — село в Тирговиштській області Болгарії. Входить до складу общини Тирговиште.

## Населення
За даними перепису населення 2011 року у селі проживали 468 осіб.
Національний склад населення села:
| Національність   | Кількість осіб | Відсоток |
| ---------------- | -------------- | -------- |
| турки            | 268            | 57,3%    |
| цигани           | 180            | 38,5%    |
| болгари          | 15             | 3,2%     |
| інша             | 0              | 0%       |
| не визначились   | 5              | 1,1%     |
| Всього відповіли | 468            |          |

Розподіл населення за віком у 2011 році:
Динаміка населення: